# Monts de la Superstition
Les monts de la Superstition (Superstition Mountains) sont un groupe de montagnes situé à l'est de Phoenix en Arizona aux États-Unis. Ils sont regroupés autour de la montagne de la Superstition. Le groupe de montagnes appartient au Superstition Wilderness Area, un parc fédéral américain.
Les lieux possèdent plusieurs attraits touristiques, dont le Weaver's Needle, à l'est de la montagne de la Superstition, un lieu qui sert à l'escalade et qui joue un rôle important dans la légende de la mine d'or du Hollandais perdu.

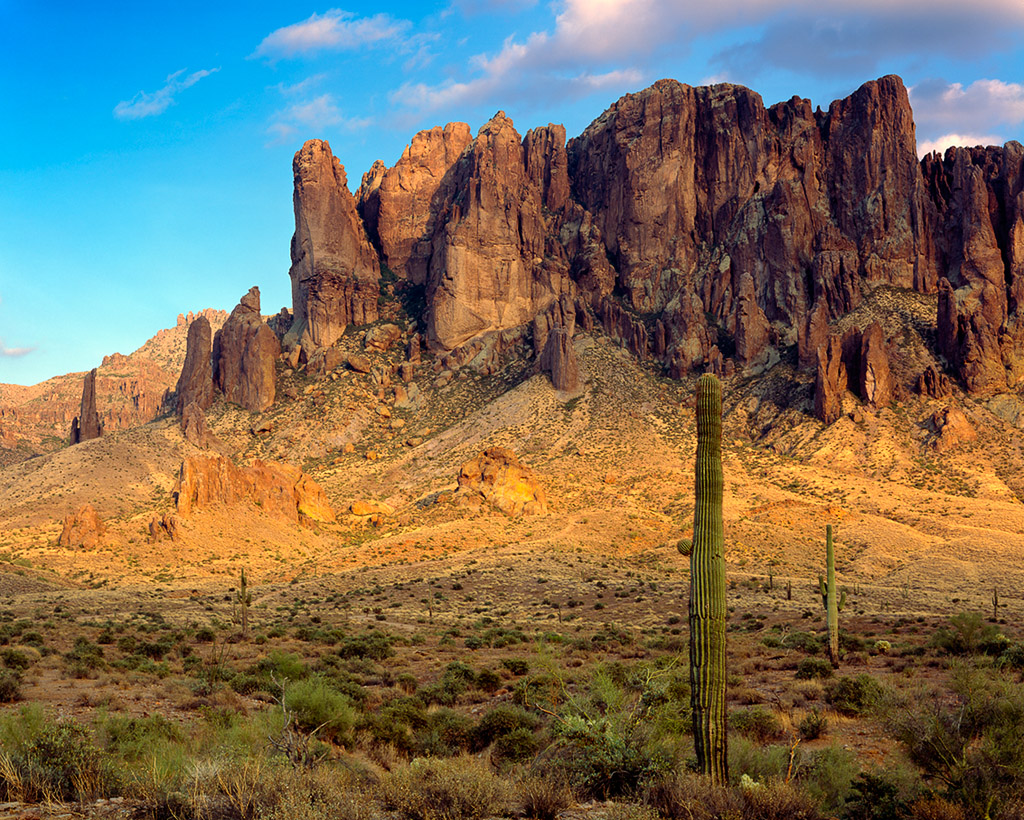
Vue du sommet Flat Iron dans les monts de la Superstition.